# Henry Paulson
Pour les articles homonymes, voir Paulson.
Henry M. « Hank » Paulson, Jr., né le 28 mars 1946 à Palm Beach (Floride), est un homme d'affaires et homme politique américain. Membre du Parti républicain, il est président de la banque Goldman Sachs puis secrétaire au Trésor entre 2006 et 2009 dans l'administration du président George W. Bush.

## Biographie

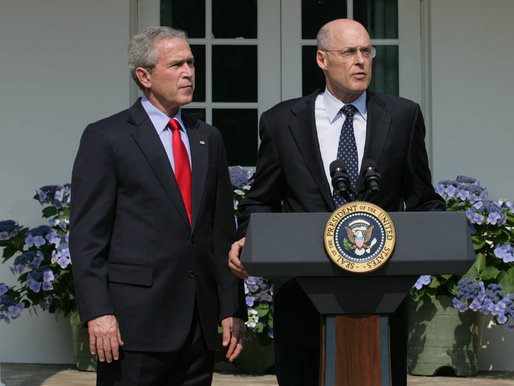
Le président George W. Bush et Henry Paulson lors de la nomination de ce dernier, en 2006.

Après une enfance passée à Barrington dans l'Illinois, Henry Paulson obtient un diplôme en littérature anglaise du Dartmouth College en 1968.
Il poursuit des études supérieures à l'Harvard Business School (école de commerce de l'université Harvard), où il rencontre sa future épouse, Wendy, avec qui il aura deux enfants.
De 1970 à 1972, il est assistant du secrétaire adjoint à la Défense au Pentagone, puis membre du conseil privé de la Maison-Blanche de 1972 à 1974 sous le mandat de Richard Nixon.
Il rejoint les bureaux de Chicago de la banque d'affaires Goldman Sachs en 1974.
Promu associé en 1982, il dirige la branche du Midwest du groupe bancaire de 1982 à 1988. De 1990 à 1994, il codirige le département des investissements.
Le 30 mai 2006, il est nommé par le président Bush pour succéder à John W. Snow au poste de secrétaire au Trésor. Il est confirmé par le Sénat le 28 juin et entre en fonction le 3 juillet.
Il est également membre du conseil Asie-Pacifique, où il travailla à la préservation des Gorges du Saut du tigre dans la province du Yunnan en Chine.
Il est également un donateur régulier du Parti républicain.
Sa fortune est estimée à au moins 92 millions de dollars en 2016, mais pourrait être beaucoup plus élevée.

### Secrétaire au Trésor des États-Unis
Sous sa direction, le département du Trésor des États-Unis a publié le 31 mars 2008 Blueprint for a Modernized Financial Regulatory Reform, une proposition visant à réformer le système bancaire américain.
Le 18 septembre 2008, Henry Paulson révèle son plan de sauvetage de l'économie américaine au bord de l'implosion à la suite de la crise des subprimes : le plan Paulson, qui consiste à racheter aux établissements financiers les actifs toxiques qu'ils avaient imprudemment accumulés et qui étaient devenus depuis invendables. Ce plan est considéré comme étant la plus grande intervention du gouvernement américain dans l'économie de marché.
Ce plan de sauvetage de plus de 700 milliards USD a été initialement rejeté le 29 septembre 2008 par la Chambre des représentants des États-Unis pour être ensuite accepté le vendredi 3 octobre 2008 après amendement. La gestion des fonds du plan est confiée à Neel Kashkari, un jeune employé de Goldman Sachs ayant suivi Henry Paulson au secrétariat du Trésor. À noter que ce plan de sauvetage ne s'est pas appliqué à la banque Lehman Brothers, qu'Henry Paulson a délibérément choisi de laisser faire faillite pour en faire un exemple, alors même qu'elle était l'un des vrais concurrents de Goldman Sachs et l'une des plus grandes banques de Wall Street. En revanche, Goldman Sachs a pu profiter des fonds en changeant de statut pour devenir une bank holding. Paulson a de ce fait été accusé de conflit d'intérêts.
Sa confirmation a provoqué un énorme soulagement sur les places boursières qui battent des records historiques de progression : le CAC 40 français a gagné en une journée 9,27 % tandis que le FTSE 100 britannique clôturait à + 8,84 %. Cependant, quelques jours après la mise en place du plan, les indices boursiers ont replongé.

## Climate Leadership Council
Paulson dirige le Climate Leadership Council avec George P. Shultz en faveur d'une taxe carbone.

## Dans la fiction
Le personnage d'Henry Paulson (interprété par William Hurt) est porté à l'écran dans le téléfilm dramatique Too Big to Fail : Débâcle à Wall Street (2011) sur la crise des subprimes avec la chute le 15 septembre 2008 de la grande banque systémique d'investissement Lehman Brothers.